# Бент Левквіст
Бент Левквіст (дан. Bent Løfqvist, нар. 26 лютого 1936, Копенгаген) — данський футболіст, що грав на позиції нападника.
Виступав за клуби «Болдклуббен 1913», «Мец» та «Оденсе», а також національну збірну Данії.

## Клубна кар'єра
У дорослому футболі дебютував 1958 року виступами за команду клубу «Болдклуббен 1913», в якій провів чотири сезони. У складі цієї команди брав участь у розіграші Кубка чемпіонів 1961-62, в якому став автором 7 з 15 голів, які данці забили у двох іграх проти чемпіона Люксембургу «Спори». Цього виявилося достатньо аби стати найкращим бомбардиром цього турніру, разом із ще чотирма гравцями, серед яких були такі зірки як Альфредо Ді Стефано і Ференц Пушкаш.
Своєю грою за цю команду привернув увагу представників тренерського штабу клубу «Мец», до складу якого приєднався 1962 року. Відіграв за команду з Меца наступні чотири сезони своєї ігрової кар'єри. У складі «Меца» був одним з головних бомбардирів команди, маючи середню результативність на рівні 0,39 голу за гру першості.
1966 року повернувся на батьківщину, перейшовши до клубу «Оденсе», за який відіграв 2 сезони.  Завершив професійну кар'єру футболіста виступами за команду «Оденсе» у 1968 році.

## Виступи за збірну
1961 року провів свій єдиний офіційний матч у складі національної збірної Данії.

## Титули і досягнення
- Найкращий бомбардир Кубка європейських чемпіонів:

1961-62 (7 голів)